# Mark Patterson (Rennfahrer)

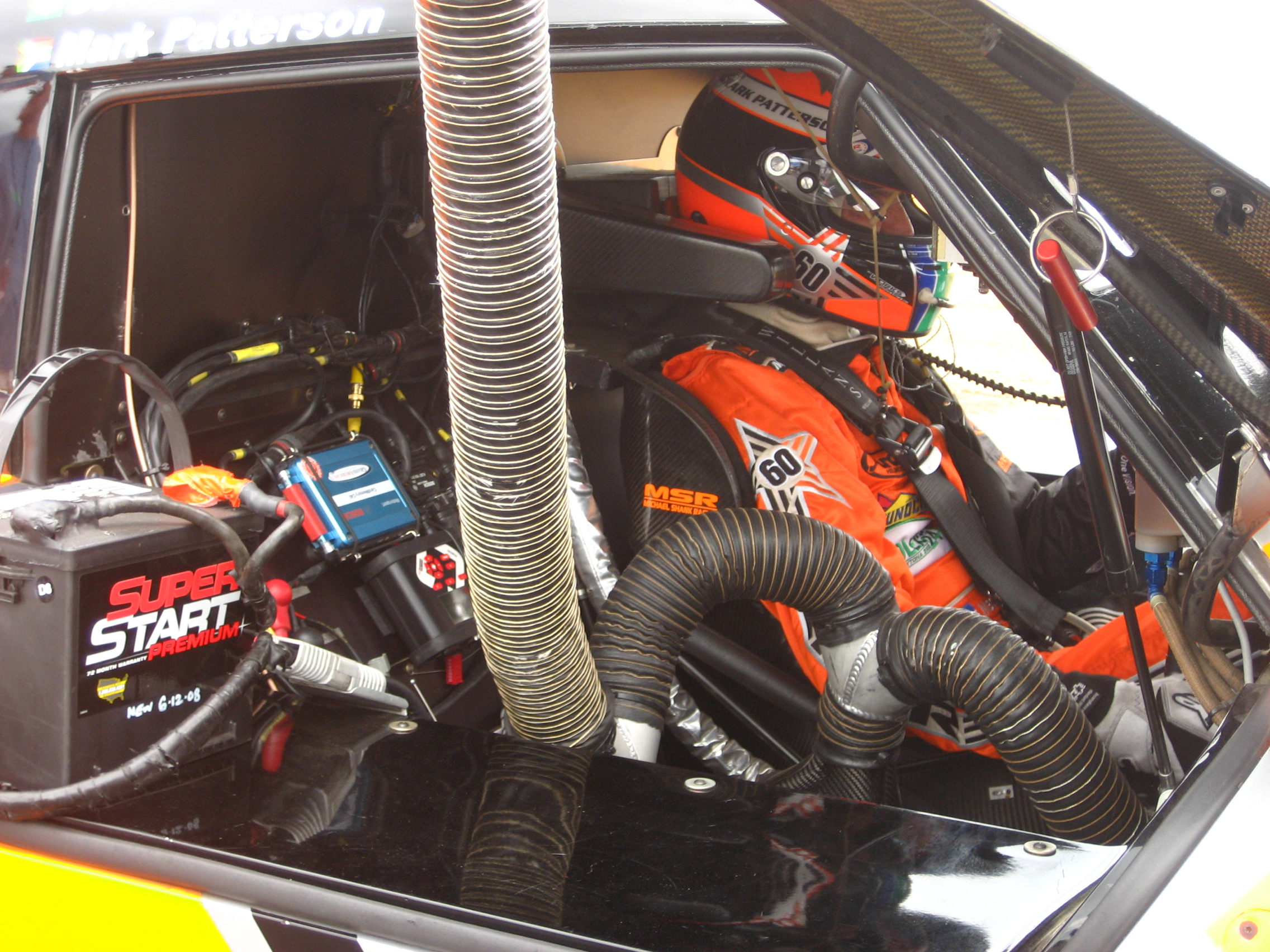
Mark Patterson im Cockpit eines Riley Mk.XX 2008

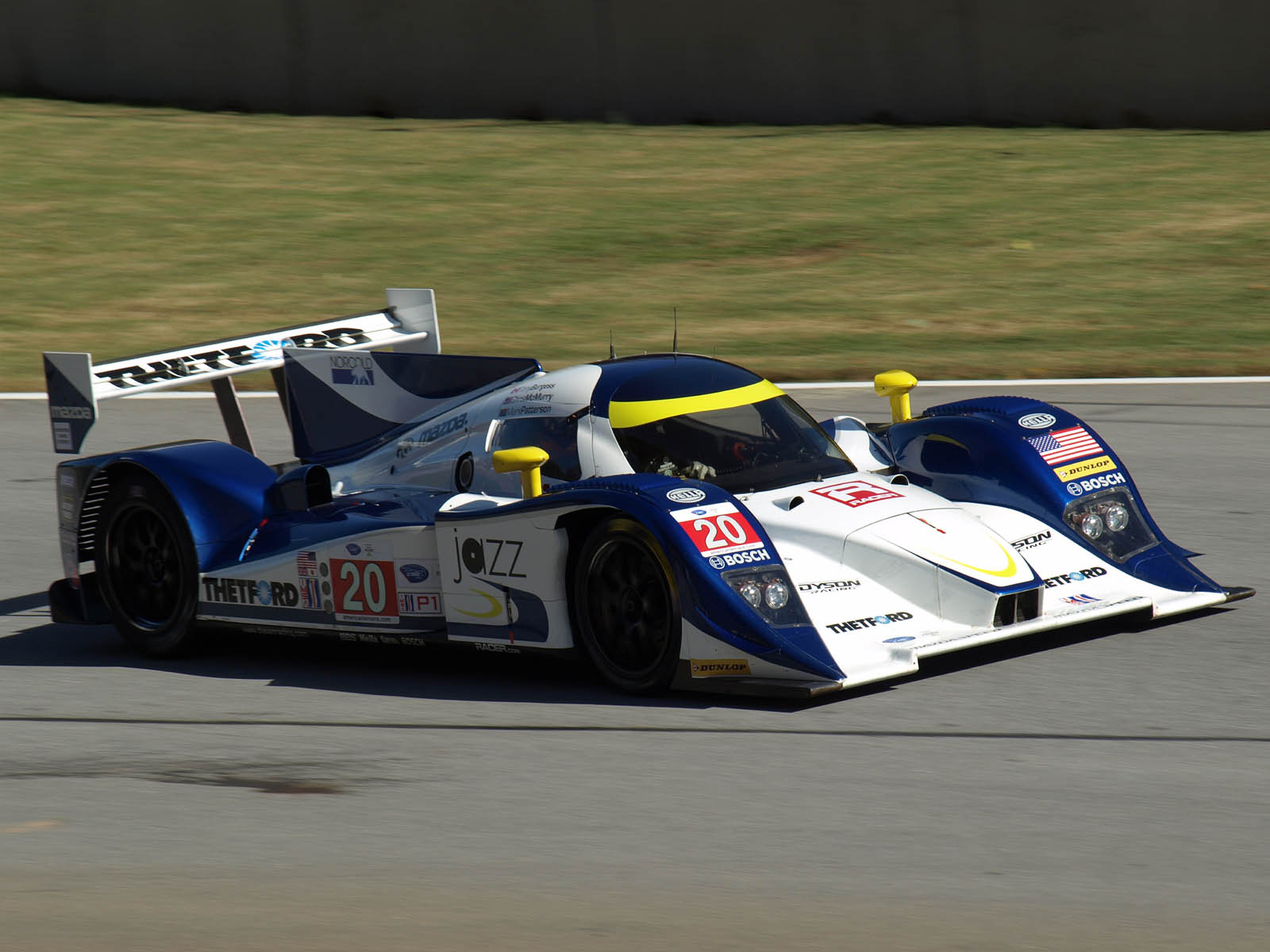
Mark Patterson im Dyson-Racing-Lola B11/66 beim Petit Le Mans 2012

Mark Richard Patterson (* 16. Dezember 1951 in Port Elizabeth) ist ein US-amerikanischer Unternehmer und Autorennfahrer südafrikanischer Abstammung.

## Unternehmer
Mark Patterson ging in seinem Heimatland Südafrika zur Schule. Er besuchte das St. Andrew’s College in Grahamstown und studierte danach Rechtswissenschaften und Betriebswirtschaftslehre an der Universität Stellenbosch in der Nähe von Kapstadt. Außerdem machte er eine Ausbildung an der Stern School of Business der New York University. Nach seiner Ausbildung arbeitete er in der US-amerikanischen Finanzwirtschaft.
Seit 2002 ist Patterson Miteigentümer des Hedgefonds MatlinPatterson Global Advisers, den er im selben Jahr gründete. Der Fonds ist ein Ableger der Credit Suisse First Boston, der Investmentbank der Credit Suisse. Der Fonds hält Beteiligungen an unterschiedlichen Unternehmen, unter anderem der Huntsman Corporation, Standard Pacific Homes, der ATA Airlines und der Arrow Air.

## Karriere als Rennfahrer
Mit dem Motorsport begann Mark Patterson 2003. Der inzwischen vermögende US-Amerikaner hatte wenig Mühe seine Rennkarriere mit eigenem Geld zu finanzieren und betrieb den Sport als Herrenfahrer. Als er 2003 erste Rennen in der Barber Dodge Pro Series bestritt war er bereits 52 Jahre alt; ein relativ hohes Alter für einen Renndebütanten. 2005 begannen seine regelmäßiges Engagements in der Grand-Am Sports Car Series und der American Le Mans Series. Nach einem dritten Rang beim 250-Meilen-Rennen von Watkins Glen 2005 erreichte er 2006 einen überraschenden zweiten Gesamtrang beim 24-Stunden-Rennen von Daytona. Partner im von Michael Shank Racing gemeldeten Riley Mk.XI waren Oswaldo Negri, A. J. Allmendinger und Justin Wilson.
Seinen ersten Rennsieg feierte im selben beim 9-Stunden-Rennen von Miller und den Zweiten beim 250-Meilen-Rennen von New Jersey 2008.
In den 2010er-Jahren ging er in der European Le Mans Series und der FIA-Langstrecken-Weltmeisterschaft an Start. Bei seinem Le-Mans-Debüt 2013 war er mit 61½ Jahren einer der ältesten Debütanten in der langen Geschichte dieses 24-Stunden-Rennens. Die LMP2-Wertung der European Le Mans Series 2015 beendete er als Gesamtzehnter.

## Statistik

### Le-Mans-Ergebnisse
| Jahr | Team               | Fahrzeug                    | Teamkollege      | Teamkollege        | Platzierung | Ausfallgrund    |
| ---- | ------------------ | --------------------------- | ---------------- | ------------------ | ----------- | --------------- |
| 2013 | Murphy Prototypes  | Oreca 03                    | Karun Chandhok   | Brendon Hartley    | Rang 12     |                 |
| 2014 | Ram Racing         | Ferrari 458 Italia GT2      | Johnny Mowlem    | Archie Hamilton    | Rang 32     |                 |
| 2015 | Murphy Prototypes  | Oreca 03R                   | Karun Chandhok   | Nathanaël Berthon  | Rang 13     |                 |
| 2016 | Team AAI           | Chevrolet Corvette C6.R-ZR1 | Johnny O’Connell | Oliver Bryant      | Rang 39     |                 |
| 2017 | Algarve Pro Racing | Ligier JS P217              | Matt McMurry     | Vincent Capillaire | Rang 32     |                 |
| 2018 | Algarve Pro Racing | Ligier JS P217              | Ate de Jong      | Tacksung Kim       | Ausfall     | Motorschaden    |
| 2020 | High Class Racing  | Oreca 07                    | Anders Fjordbach | Kenta Yamashita    | Ausfall     | Getriebeschaden |

### Sebring-Ergebnisse
| Jahr | Team      | Fahrzeug           | Teamkollege      | Teamkollege  | Platzierung | Ausfallgrund |
| ---- | --------- | ------------------ | ---------------- | ------------ | ----------- | ------------ |
| 2006 | J3 Racing | Porsche 996 GT3-RS | Spencer Pumpelly | Jep Thornton | Ausfall     | Motorschaden |